# Rochleva
Rochleva (bulgariska: Рохлева) är ett distrikt i Bulgarien.   Det ligger i kommunen Obsjtina Velingrad och regionen Pazardzjik, i den sydvästra delen av landet, 90 km sydost om huvudstaden Sofia.
I omgivningarna runt Rochleva växer i huvudsak blandskog. Runt Rochleva är det ganska tätbefolkat, med 52 invånare per kvadratkilometer.